# 廖海军案
廖海军案是1999年发生在河北省唐山市迁西县的一起刑事冤案。此案的被害人是两名女童。2003年，被告人廖海军（生于1981年4月）因故意杀人罪被判无期徒刑，剥夺政治权利终身。法院认定廖海军之父廖友、母黄玉秀曾协助廖海军，将二被害人尸体抛入废井内，因此廖海军父母也因包庇罪获刑5年。
2018年8月9日，廖海军杀人案在河北省唐山市中级人民法院重审宣判，廖海军本人及其已故的父母均被宣告无罪。法院作出无罪判决时，廖海军已被羁押4105天。

## 案情
1999年1月17日，河北省唐山市迁西县新集村的两名9岁陆姓女童失踪。48小时后，两人尸体被发现在村边的枯井内，身上还捆绑着一条带有血迹的绳索。2000年1月25日，当地警方宣告破案，称杀人者是新集村17岁的村民廖海军。
警方《破案报告》记载：经查新集村廖海军有重大嫌疑，1999年1月25日对其依法讯问，其对1月17日将被害人骗到家中用菜刀杀死、其父母回家共同抛尸于水井里的犯罪事实供认不讳。
廖海军2018年接受采访时称，两名女孩的尸体被发现后，警察在全村携警犬调查，但未有成果。此后一日，警察来廖海军家里调查，和廖海军母亲黄玉秀发生争吵。黄玉秀用喂猪的勺子打了一个警察，警察就把廖海军父母抓走带去派出所。廖海军此时在外，晚上回家时，一进门就被警察给按住，带到了派出所。
廖海军称，他被警察刑讯逼供，忍受不了殴打后，只能承认人是他杀的，并编造现场，指认是在其家东屋杀的。
事发后，警方在廖海军家的东屋床边墙壁上发现了一块血迹，同时在他家西屋门边的木板上、墙皮上也发现了少量血迹，于是怀疑这里是杀人的第一现场。廖海军后来澄清，血迹是黄玉秀上山拣柴火，松树毛子感染肺部、咳血导致。在警方宣告破案的时候，还没对血液进行DNA鉴定，但已经取得了廖家人承认杀人和抛尸罪行的笔录。
1999年1月26日和2月5日，迁西警方两次将从廖海军家提取到的血迹样本送到公安部检验血样是否来自被害人。同年8月5日，迁西警方再次送去廖海军家提取到的所有血迹样本，请求公安部检验是否有被害人血液。公安部两次的鉴定报告均表明：当地警方认定的杀人现场没有被害人的血迹，而是廖海军母亲黄玉秀、父亲廖友的血迹。
2000年12月19日，迁西警方将从现场提取到的血迹送到上海市公安局。2000年12月29日，上海市公安局出具了《DNA检验报告》：送检样本显示较强的等位基因与嫌疑人黄玉秀的等位基因相同，其中显示较弱的等位基因与被害人的等位基因相同，不能排除该血迹中混有被害人的血液。这份案发近两年后所做的DNA检验报告，成了认定廖海军全家犯罪的直接证据。该案还有另一份物证：警方称是从捆绑尸体所用的绳索上找到的两根毛发，于案发一年之后送到辽宁省公安厅。2000年1月26日，辽宁省公安厅认定送检的毛发为廖海军的父亲廖友的。

## 法院审理过程
第一次开庭时，廖海军一家三口坚持被冤枉，不承认犯罪，法院于2000年12月8日以事实不清、证据不足为由建议唐山市检察院对廖海军家中提取的血迹做进一步鉴定，检察院当日即以事实、证据有变化为由撤回起诉。
2001年3月15日，唐山市检察院重新提起公诉，于2001年4月18日再次撤回起诉。2001年10月25日，唐山中院再次以事实不清、证据不足为由致函检察院，希望检察院依法处理。2003年6月20日，唐山市检察院第三次提出公诉。第二次开庭时，廖海军一家三口依然坚称被冤枉，但是法官未予采纳，并未再给其辩解机会。
2003年7月9日法院作出一审判决，认定廖海军犯有故意杀人罪，判处无期徒刑；其父母犯有包庇罪，分别判有期徒刑五年。
2004年1月，廖海军的母亲黄玉秀首先出狱，一个多月后，廖友也刑满释放。从出狱起，黄玉秀就开始申诉。黄玉秀认为，当年指控廖海军杀人案的证据严重不足，很多物证在送检的时间上过长，不排除有人故意或是过失污染物证。
2004年7月，唐山中院裁定驳回了廖海军案件的申诉。2006年9月，河北省高级人民法院裁定驳回了廖海军案件的申诉。2009年，最高人民法院受理了黄玉秀的申诉，并且调取了廖海军故意杀人案的全部卷宗材料。
2009年8月13日，最高人民法院下达《指令再审决定书》，指令河北高院再审廖海军故意杀人案。2009年11月25日，河北高院作出裁定，撤销了唐山中院的判决，同时将廖海军故意杀人案发回到唐山中院重新审理。2010年4月24日，廖海军被取保候审，走出监狱。2010年12月2日，廖海军父亲廖友因病去世。
但迟至6年后的2016年5月26日，唐山中院才开庭重审。但从开庭之后两年，法院一直未下达判决。2018年7月16日，母亲黄玉秀因病去世。2018年8月9日，唐山中院再次开庭重审，并宣告廖海军及其父母无罪。从最高人民法院指令再审，到廖海军一家宣告无罪，已经过去了近9年，廖海军父母均在宣告无罪前去世。
法院认为：
- 原审被告人廖海军作案动机不明，有无作案时间、抛尸时间不明；
- 廖海军供述的作案凶器铁管未提取，所提取的菜刀未做鉴定；
- 关于廖家东屋门下缘提取的血迹鉴定结论不具有唯一性，认定是被害人血迹的依据不足。
- 原审被告人廖海军的供述前后矛盾，且与证人证言之间存在矛盾，其他证据之间的矛盾亦不能得到合理排除或解释，各证据之间无法形成完整的证明原审被告人有罪的证明体系，未达到刑事诉讼法规定的证据确实充分的证明标准。

因此，法院认定公诉机关指控原审被告人廖海军犯故意杀人罪的事实不清、证据不足。

## 申请国家赔偿、追责过程

### 申请国家赔偿

#### 刑讯逼供赔偿
2018年8月27日，廖海军向迁西县公安局提出赔偿申请。迁西县公安局9月15日受理了申请。11月13日，迁西县公安局出据《国家赔偿决定书》，认定1999年刑讯逼供，造成廖友身体伤害的事实不成立，不予赔偿。直至 2019 年，廖海军已获得被羁押赔偿及精神抚慰金，但代其父廖友提出的，因刑讯逼供造成的残疾赔偿，却仍未得到认可。

#### 羁押赔偿
2018年8月9日中午，在被宣告无罪之后，廖海军正式委托律师为自己及父母提起国家赔偿。
在廖海军案件中，廖海军本人从1999年1月27日被羁押起，到2010年4月被取保候审，总计被关押11年的时间，而他的父母则因为被判包庇罪，各服刑5年的时间。全家三口人因为该案件，总计被关押超过21年。对侵犯公民人身自由的国家赔偿案件，按照日赔偿标准为284.74元。廖海军全家被关押21年计算，国家赔偿金总额将达到218万多元。此外，廖海军亦提出精神抚慰金，以补偿其精神损害。
2019年4月，廖海军收到唐山中院的国家赔偿决定书，告知他将获得国家赔偿340万余元，包括被羁押及精神抚慰金。廖海军称，自己不算太满意。但接受此笔国家赔偿。

### 追责办案人员
2018年9月10日，廖海军向河北省唐山市监察委员会递交了司法工作人员追责控告书。唐山市监察委现场拒绝接收控告材料。廖海军通过邮政EMS将材料寄给唐山市纪委。
控告书写到，迁西县公安局仅仅因为在廖海军家发现不明血迹（当时血迹没有做任何鉴定），便先入为主地认为与死者家没有任何矛盾的廖海军有重大作案嫌疑，将其一家三口抓走审讯：
1999年，河北省迁西县公安局在没有任何证据指向廖海军一家作案的情况下，为了破案、立功，不惜对廖海军一家用刑，实施残酷的刑讯逼供，屈打成招，疯狂制造冤案。

#### 刑讯逼供造成的身体伤害
廖海军控告了包括迁西县公安局刑警大队大队长张宝祥在内的多名办案人员，在审讯过程中对廖海军一家实施刑讯逼供。廖海军、黄玉秀称遭到扇巴掌、脚踹、电棍打，被扣双手扔汽车后备箱等。
廖海军之父廖友，则在1999年1月25日被第一次讯问，次日便被送往医院抢救：
迁西县医院及中国人民解放军二五五医院的病历显示，廖友被办案人员控制后第二天即被送到医院抢救，诊断出‘创伤中毒性休克、广泛软组织损伤、代谢性酸中毒、急性肾功能衰竭’，按照上述医疗诊断，廖友的损伤程度构成重伤。
廖友1月26日入院后病危，因创伤中毒性休克、急性肾衰、代谢性酸中毒，住院至治疗至3月6日。原公诉机关对廖友在被审讯期间入住迁西县医院、中国人民解放军第二五五医院的事实无异议。
出狱后，廖友亦因肾功能衰竭而存在长期医疗依赖。同村村民亦可证实，出狱后的廖友已经不能进行正常的劳动和生活。此外，因刑讯人员采用暴力踩踏廖友面部的逼供手段，造成廖友牙齿大面积脱落，出狱后的廖友只能进食流食和软食品，年仅50岁即去世。
廖友接受媒体访问时称，他被办案人员以裤带、铁护栏殴打。办案人员还打开装满刑具的柜子，让廖友自己挑选刑具，然后被六、七个办案人员围在中间打，持续有十多分钟。他称办案人员还用一只带刺的刑具（后来知道叫“刺棒”）打，自己被打趴在地上，只有胳膊能动弹。后来再次殴打，造成了他的重伤昏迷。此外，办案人员将其牙齿打掉，用皮鞋踩在脸上搓，牙掉后被廖友吞进肚子里。

#### 后续
在控告书中，廖海军控告了侦查、检控、审判机关人员等 11 人，包括：
- 原迁西县公安局刑警大队大队长张宝祥；
- 原唐山市公安局刑警一大队民警卢广杰、杨春鹏；
- 原迁西县公安局民警员亚光、张护、才俊贵、董文国等办案人员；
- 原唐山市检察院代理检察员、廖海军案原审公诉人、现唐山市开平区检察院副检察长王铭锁；
- 原唐山市中级法院法官、廖海军案原审审判人员李铁军、李维、李歆。

廖海军认为，此案侦查人员致人重伤，涉嫌故意伤害罪，检察员、法官涉嫌玩忽职守罪。
2019年8月，媒体报导，廖海军案的办案人员张宝祥（原迁西县刑警队大队长）因涉嫌刑讯逼供，被移送审查起诉。